# Hoofdklasse (Schach) 1992/93
In der Hoofdklasse 1992/93 wurde die 70. niederländische Mannschaftsmeisterschaft im Schach ausgespielt. 
Der Titelverteidiger Volmac Rotterdam und die Hilversums Schaakgenootschap spielten den Titel unter sich aus. Da Rotterdam nur ein Unentschieden gegen den direkten Rivalen abgab, Hilversum jedoch außerdem SMB Nijmegen unterlag, wurde Volmac Rotterdam erneut niederländischer Mannschaftsmeister. Aus der Klasse 1 waren HWP Zaanstad und Discendo Discimus Den Haag aufgestiegen, welche beide direkt wieder abstiegen.

## Spieltermine
Die Wettkämpfe wurden ausgetragen am 19. September, 10. Oktober, 7. November, 12. Dezember 1992, 9. Januar, 6. Februar, 6. und 27. März und 24. April 1993.

## Abschlusstabelle
| Pl.  | Verein                             | Sp | G | U | V | MP   | Brett-P.  |
| ---- | ---------------------------------- | -- | - | - | - | ---- | --------- |
| 01.  | Volmac Rotterdam I. Mannschaft (M) | 9  | 8 | 1 | 0 | 17:1 | 63,5:26,5 |
| 02.  | Hilversums Schaakgenootschap       | 9  | 7 | 1 | 1 | 15:3 | 59,0:31,0 |
| 03.  | Conitex/De Variant Breda           | 9  | 5 | 1 | 3 | 11:7 | 48,0:42,0 |
| 04.  | SV Zukertort Amstelveen            | 9  | 5 | 1 | 3 | 11:7 | 46,5:43,5 |
| 05.  | SMB Nijmegen                       | 9  | 4 | 1 | 4 | 9:9  | 47,0:43,0 |
| 06.  | Utrecht                            | 9  | 4 | 1 | 4 | 9:9  | 45,0:45,0 |
| 07.  | Volmac Rotterdam II. Mannschaft    | 9  | 4 | 0 | 5 | 8:10 | 43,5:46,5 |
| 08.  | Eindhovense SV                     | 9  | 2 | 1 | 6 | 5:13 | 34,5:55,5 |
| 09.  | HWP Zaanstad (N)                   | 9  | 1 | 2 | 6 | 4:14 | 33,5:56,5 |
| 010. | Discendo Discimus Den Haag (N)     | 9  | 0 | 1 | 8 | 1:17 | 29,5:60,5 |

### Entscheidungen
|     | Niederländischer Mannschaftsmeister: Volmac Rotterdam I. Mannschaft |
|     | Absteiger in die Klasse 1: HWP Zaanstad, Discendo Discimus Den Haag |
| (M) | Meister der letzten Saison                                          |
| (N) | Aufsteiger der letzten Saison                                       |

### Kreuztabelle
| Ergebnisse | Ergebnisse                      | 01. | 02. | 03. | 04. | 05. | 06. | 07. | 08. | 09. | 010. |
| ---------- | ------------------------------- | --- | --- | --- | --- | --- | --- | --- | --- | --- | ---- |
| 01.        | Volmac Rotterdam I. Mannschaft  |     | 5   | 7   | 7   | 7½  | 7   | 7   | 8½  | 7   | 7½   |
| 02.        | Hilversums Schaakgenootschap    | 5   |     | 6½  | 6½  | 4½  | 9   | 6   | 7½  | 7   | 7    |
| 03.        | Conitex/De Variant Breda        | 3   | 3½  |     | 5   | 6½  | 3   | 5½  | 6   | 6½  | 9    |
| 04.        | SV Zukertort Amstelveen         | 3   | 3½  | 5   |     | 5½  | 7   | 3   | 6½  | 5½  | 7½   |
| 05.        | SMB Nijmegen                    | 2½  | 5½  | 3½  | 4½  |     | 5   | 4½  | 7   | 8   | 6½   |
| 06.        | Utrecht                         | 3   | 1   | 7   | 3   | 5   |     | 6½  | 4½  | 8   | 7    |
| 07.        | Volmac Rotterdam II. Mannschaft | 3   | 4   | 4½  | 7   | 5½  | 3½  |     | 6   | 4½  | 5½   |
| 08.        | Eindhovense SV                  | 1½  | 2½  | 4   | 3½  | 3   | 5½  | 4   |     | 5   | 5½   |
| 09.        | HWP Zaanstad                    | 3   | 3   | 3½  | 4½  | 2   | 2   | 5½  | 5   |     | 5    |
| 10.        | Discendo Discimus Den Haag      | 2½  | 3   | 1   | 2½  | 3½  | 3   | 4½  | 4½  | 5   |      |